# Capitano del popolo

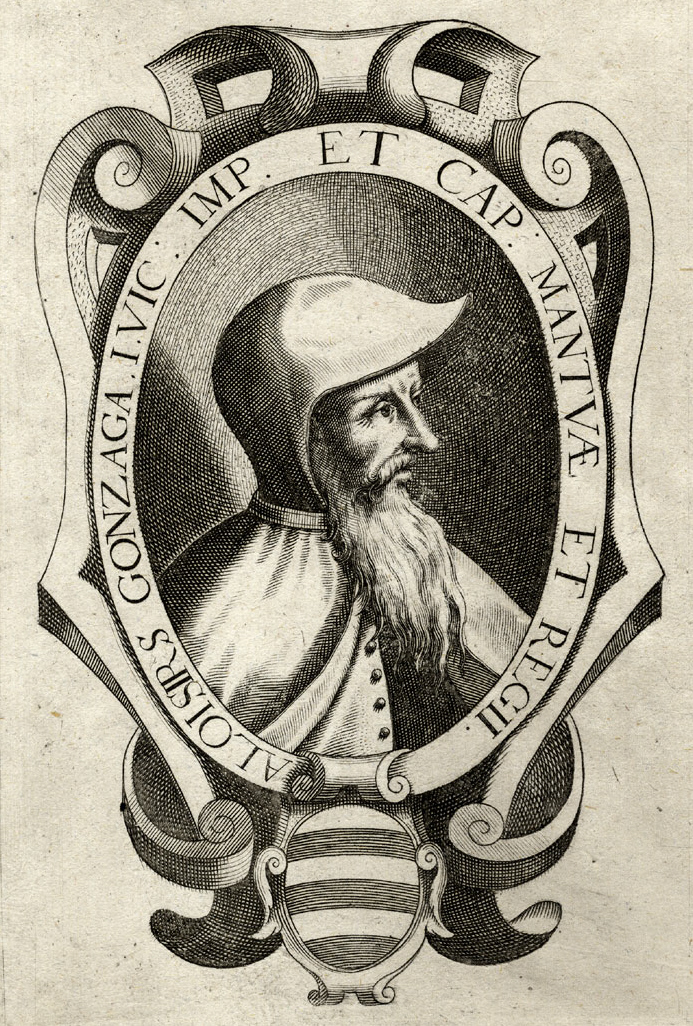
Luis Gonzaga, primer capitano del popolo de Mantua.

El capitano del popolo (literalmente, «capitán del pueblo») fue una figura política de la administración local en uso en la Italia medieval, instituida esencialmente para equilibrar el poder y la autoridad de las familias nobles.

## Historia
El «pueblo» era la naciente clase media de los populares excluido inicialmente de la actividad política, que era prerrogativa exclusiva de los milites, los caballeros aristocráticos feudales. Con el apogeo de las ciudades, se habían creado clases de gente nova (por citar la misma expresión usada por Dante Alighieri), compuestas por los señores del campo que se habían trasladado a la ciudad y enriquecido por la demanda de productos alimenticios causada por el crecimiento demográfico, los banqueros, los comerciantes, los profesionales de artes liberales (juristas y médicos), los artesanos y, en las ciudades de mar, los armadores que se habían enriquecido con el comercio con los Estados cruzados.

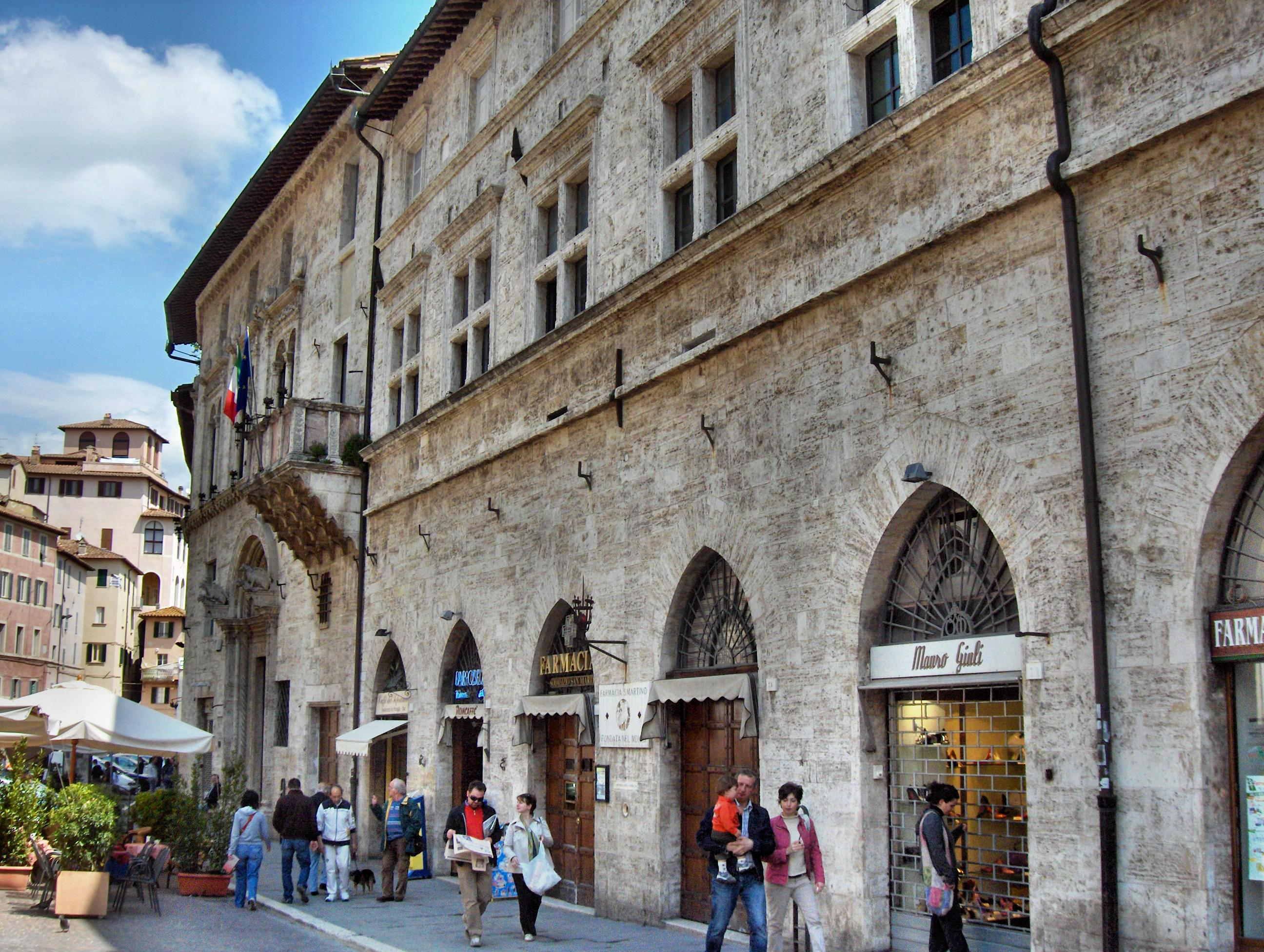
Vista del Palazzo del Capitano del Popolo de Perugia.

A partir de principios del siglo xiii los populares consiguieron entrar gradualmente en la vida política de muchas ciudades italianas, mediante la institución de asambleas del «pueblo» que elegían un capitano del popolo que se equiparaba al podestà, expresión de la clase aristocrática. El capitano del popolo ejercía su control sobre el podestà, mientras que se mantuvieron autónomos dos consejos en los que participaban los representantes de los gremios y los confalonieros, jefes de compañías militares vinculadas a las diferentes parroquias. En la práctica, la figura del capitano del popolo tenía como objetivo equilibrar políticamente la fuerza de las familias nobles representando a la clase burguesa de la época.

## Experiencias
En Bolonia hubo un comune di popolo y un capitano del popolo ya a partir de 1228. En la experiencia de Florencia, en 1250, para liberarse del dominio de Federico II Hohenstaufen, los florentinos intentaron darse un ordenamiento político instituyendo un gobierno del popolo vecchio (o primo popolo), del cual el capitano del popolo era una de las máximas magistraturas, junto con el consejo de los ancianos, y participaba por tanto en la vida política de la ciudad. En la Compagna Communis de la que surgiría la República de Génova, el papel del capitano del popolo —que produciría figuras de relevancia histórica como la de Guillermo Embriaco— tuvo igualmente una fundamental importancia. Mantua tuvo su primer capitano del popolo en la figura de Luis Gonzaga que, con el asesinato de Rinaldo Bonacolsi, dio inicio a la signoria de los Gonzaga, que duró hasta 1708.

## Cronología
- Bolonia (1228)
- Milán (1240) con Pagano della Torre
- Florencia (1250)
- Génova (1257) con Guglielmo Boccanegra
- Cremona (1271)
- Mantua (1328) con Luis Gonzaga